# Ludovicianismus
Ludovicianismus (englisch: Ludovicianism) ist ein 2010 von dem Philosophen Peter van Inwagen zu Ehren von David Kellogg Lewis geprägter Begriff aus dem Gebiet der Philosophie der Zeit. Er beschreibt die Vorstellung, dass ein Ereignis niemals verändert werden kann, unabhängig davon, ob das Ereignis bereits in der Vergangenheit stattgefunden hat oder in der Gegenwart stattfindet oder in der Zukunft stattfinden wird. Das gilt insbesondere auch dann, falls eine Zeitreise in die Vergangenheit möglich wäre. Die Zukunft wird zwar kausal von der Vergangenheit und Gegenwart beeinflusst, aber sie kann nicht verändert werden. Bei einer Ludovicianischen Zeitreise (englisch: Ludovician time travel) wird die Vergangenheit nicht verändert.
Der umgekehrte Begriff Nicht-Ludovicianismus (englisch: Non-Ludovicianism) beschreibt die Vorstellung, dass durch eine Zeitreise in die Vergangenheit sowohl die Vergangenheit wie auch die Gegenwart und Zukunft verändert werden kann.